# Факторивил (Пенсилванија)
Факторивил (енгл. Factoryville) град је у америчкој савезној држави Пенсилванија.

## Демографија
По попису из 2010. године број становника је 1.158, што је 14 (1,2%) становника више него 2000. године.
| Група             | 2000.         | 2010.         |
| Белци             | 1.063 (92,9%) | 1.043 (90,1%) |
| Афроамериканци    | 38 (3,3%)     | 53 (4,6%)     |
| Азијати           | 15 (1,3%)     | 8 (0,7%)      |
| Хиспаноамериканци | 21 (1,8%)     | 46 (4,0%)     |
| Укупно            | 1.144         | 1.158         |